# Sándor-oszlop

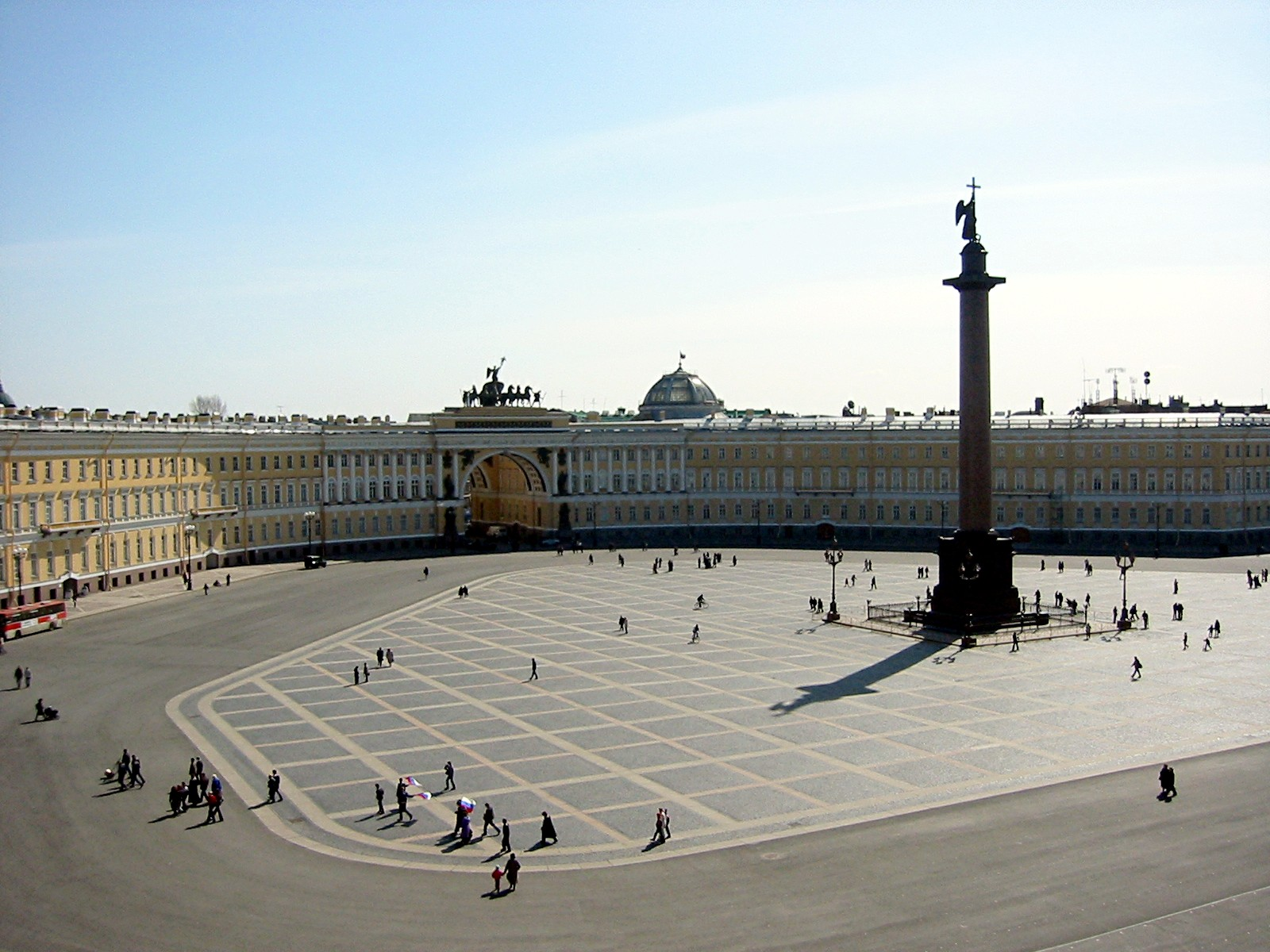
A Palota tér a Vezérkar épületével, az Ermitázsból felvéve

A Sándor-oszlop (oroszul:Алекса́ндровская коло́нна, Aleksandrovskaya kolonna) a szentpétervári Palota-téren álló 47,5 méter magas és 3,66 méter átmérőjű gránit oszlop a világ legnagyobb egy darabból álló oszlopa.

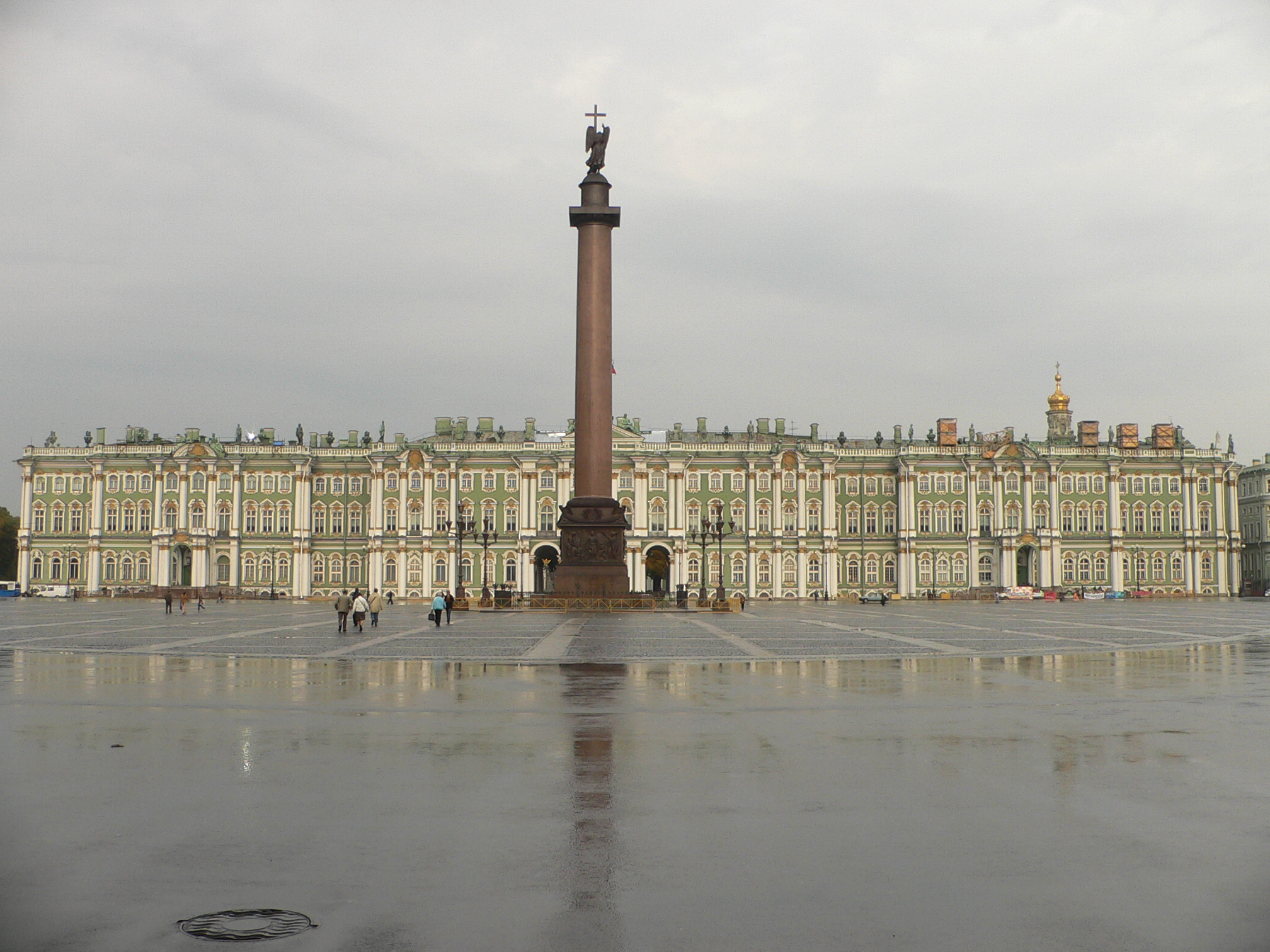
A Téli Palota és a Sándor oszlop

## A koncepció és a munka megkezdése
A szentpétervári Palota-téren hatalmasodó dicsőségoszlop 1834 óta hirdeti I. Sándor orosz cár Napóleon felett aratott 1812-es diadalának emlékét. Az orosz fegyverek és az orosz katonai potenciál "örök dicsőségére". Az így egyfajta etalonná vált oszlop a Palota-tér 'közepén' szervesen illeszkedik az 1812. évi győzelem emlékére 1819-1829 között emelt épület-együttes, a Főparancsnokság (Vezérkar) diadalívének (Арка Главного штаба) koncepciójába. Az épület-együttes Carlo Rossi elképzelése szerint épült. Rossi nápolyi születésű építész volt, 28 évesen, 1803-tól az orosz cár megrendelésein dolgozott, Sándort személyesen ismerte. Olyan megbízásokat köszönhet ő is és az utókor is a cárnak, mint a Főparancsnokság épülete (1819-1829), a Szenátus és Szinódus épülete (1829-1833), a Mihajlovszkij Palota (1817-1825), az Orosz Nemzeti Könyvtár épületének homlokzata, a Puskin Színház (1832).
Az ötlet, hogy a Palota-térre (Дворцовая площадь) oszlopot emeljenek, szintúgy Rossitól származik, de ennél jelentősebb, hogy elérte, hogy ne Sándor apja, a szintén szóba jött I. Pál orosz cár, hanem I. Sándor, illetve az ő idején Napóleon felett aratott győzelem emlékének készüljön az az oszlop.
A cár, I. Miklós 4 évvel Sándor halála után 1829-ben versenypályázatot írt ki, amelyen elsőre eredménytelennek nyilvánítottak, mert nem tűntek acélosnak a tervek. A későbbi győztes Auguste de Montferrand első terve egy 25,6 m magas gránit obeliszk egy 8,22 m magas lábazaton, ábrázolásokkal, melyen az 1812. év dicsőséges eseményeit jelenítették volna meg. A lábazatra, az oszlop tövébe egy lovasszobrot tervezett, amely felett kétfejű sas repült.
A második kiírásra már vörös gránit oszlop tervezett - felismerve a megrendelői igényeket - , magasabb az első tervnél.
A megbízást elnyerő Montferrand a kivitelezéskor népes építész-szobrász stábbal dolgozott együtt, franciákkal, oroszokkal. Kipróbált, megbízatásokkal addigra már bőven ellátott, ismert szentpétervári építész volt ő, aki 1815-ben, 29 évesen a franciaországi lehetőségek miatt utazott Oroszországba, ahol tényleg széles perspektíva nyílt számára. Művei között említhetjük a Nyizsnyij Novgorod piacának s belső városképének rekonstrukcióját az 1816-os nagy tűzeset után (1817-1825), a Szent Izsák Székesegyházat (1816-1858), a Kazanyi-székesegyházat Szentpétervárott (1827-1837) és I. Miklós lovasszobrát is ő építtethette meg (1856-1859).
Az oszlop Charles Baird szentpétervári illetőségű skót hídépítő mérnök, kereskedő, hajóépítő, az első orosz gőzhajó és számos hajózási műtárgy (híd, hajó, sólya) építője szentpétervári műhelyében nyerte el végső formáját. Itt készültek a párhuzamosan futó beruházás, a Szent Izsák székesegyház hasonló márványból készült oszlopai is. Baird műhelyéből - akkor már üzeméből - külön erre készült csónakkal szállították ki a térre, s az átemelés, a hajóról történő partraszállítás is külön daru építését igényelte. A logisztikai előkészítés a kor színvonalán kimagasló esemény volt, hasonló a pest-budai Lánchíd előkészületeihez.

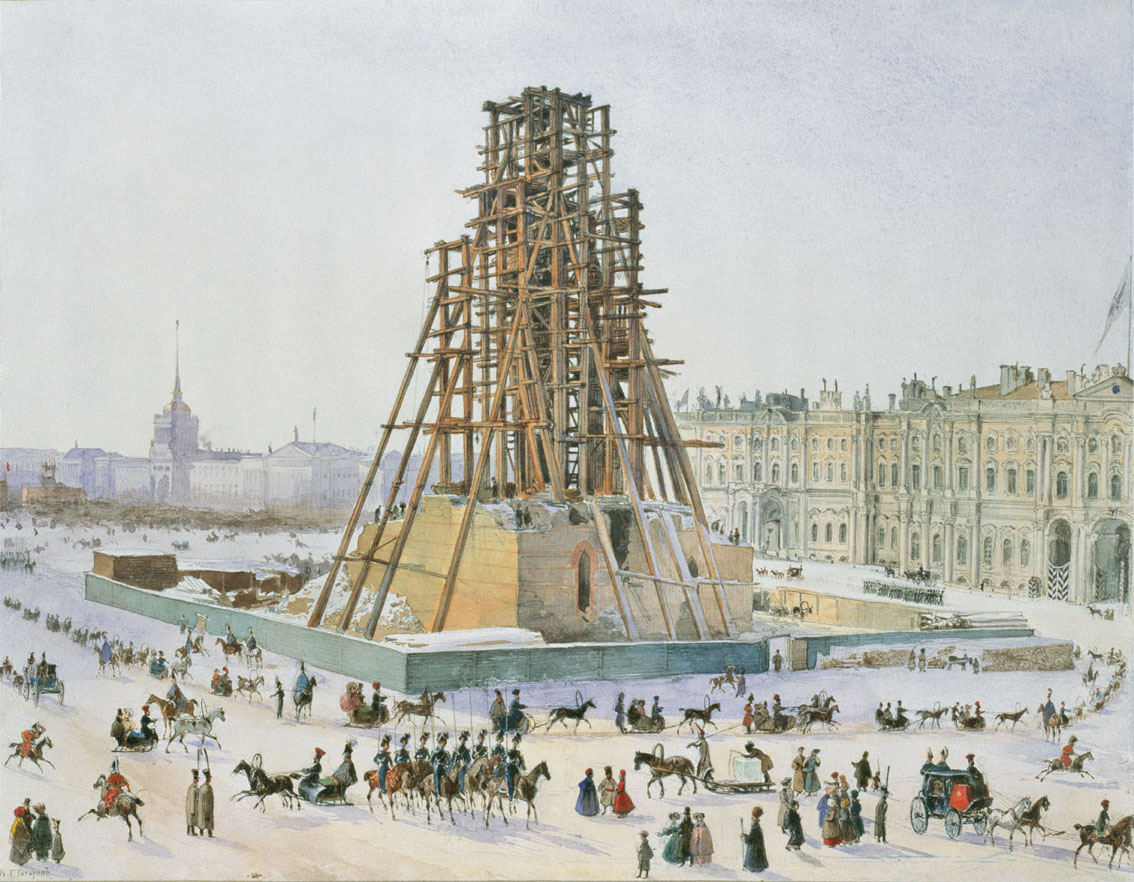
G.Gagarin festménye

Kolman festménye az 1825. december 14-i nap (dec. 26.) eseményéről

A Palota tér azáltal, hogy egyben a cári hatalom, dicsőség jelképe (itt van a Téli Palota), annak szimbolikus megjelenésének központi "tere", így - épületeivel zártnak ható egységet alkot akár műholdas nézetben, akár térkép nézetben. Fontos ezt az oszlop állításakor hangsúlyozni, mert alig 6 éve 1826-ban végezték ki az orosz dekabrista forradalmárokat a Péter-Pál erőd udvarán.
Nem a tér geometriai középpontjában áll, de a Főparancsnokság és a Téli Palota bejárata között húzott egyenesen. A térre vezető mind a 4 utcáról jól látni. Magassága ellenére nem lóg ki a térből az oszlop. Az oszlop és a Főparancsnokság bejártat közötti távolság 140 m, a Téli palota és az oszlop között 100 m.

## Oszlop
A Sándor-oszlopot a francia születésű építész, Auguste de Montferrand tervezte és 1830 és 1834 között épített. Az átadásra 1834. augusztus 30-án került sor. Az emlékmű - a legmagasabb a maga nemében a világon - 47,5 méter magas, és a tetején egy angyal szobor kezében kereszttel. Az angyal szobrot az orosz szobrász Borisz Orlovsky tervezte. Az angyal arcéle állítólag nagymértékben hasonlít I. Sándor cáréra.
Az oszlop maga egy darab vörös gránit, 25,45 magas és körülbelül 3,5 méter átmérőjű. Az oszlop anyaga a viszonylag közeli, Szentpétervártól északra fekvő Vyborg (Выборг) és tőle nyugatra a most finn területen lévő Hamina néven jelölt város közötti területről származik. Modern daruk és műszaki gépek segítsége nélkül 600 tonna súlyú oszlopot körülbelül 2500 férfi kevesebb mint 2 óra emelte a helyére.
Az oszlop különlegessége, hogy nincs rögzítve, kizárólag a saját súlya tartja, ami mintegy 600 tonna. Megépülte után eleinte azt hitték a szentpéterváriak, hogy el fog dőlni. Állítólag az ő meggyőzésükre Montferrand haláláig naponta körbejárta.

## Talapzat

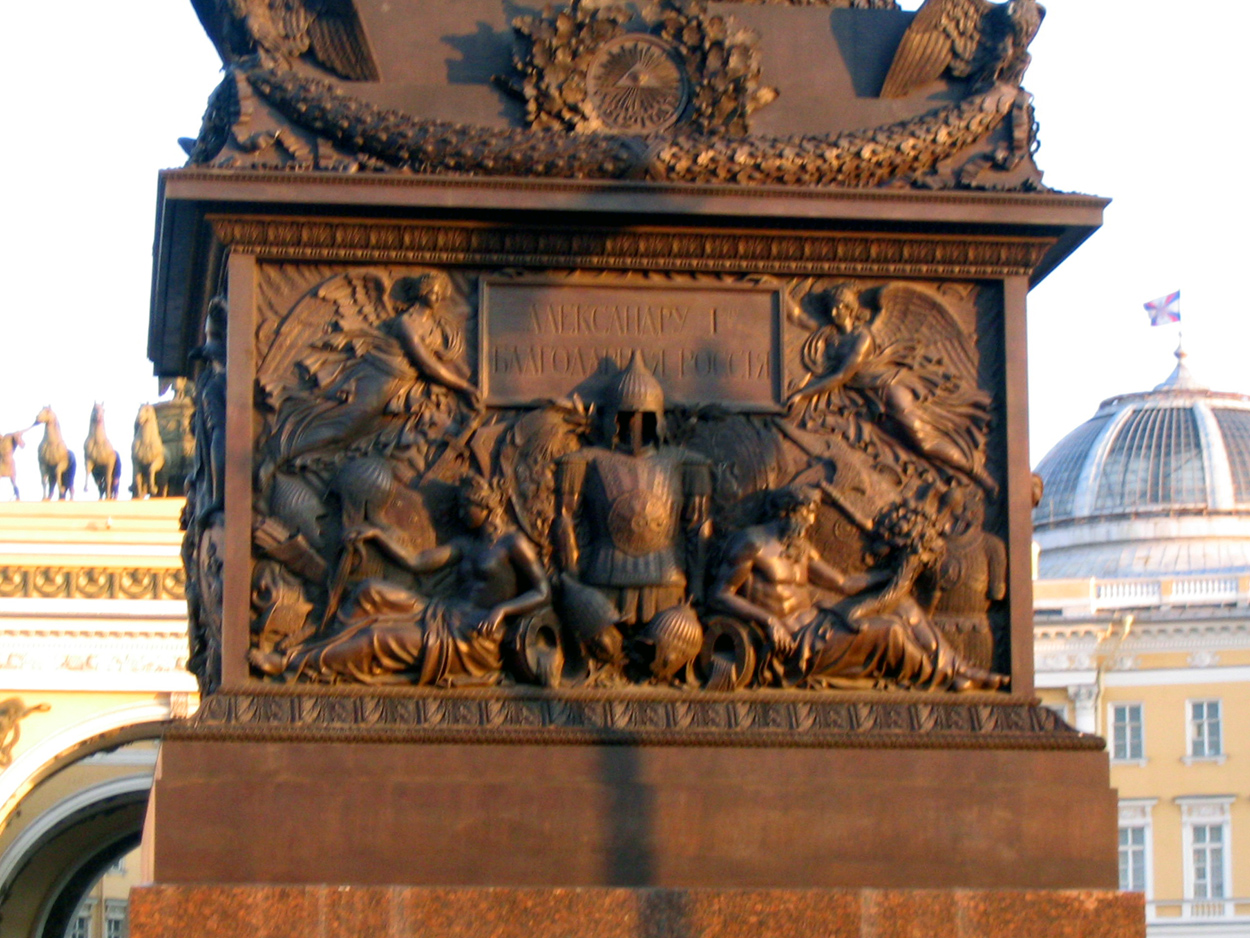
A talapzat

A talapzaton orosz a katonai dicsőséget jelképező faragott domborművek találhatók.
A Téli Palotára néző oldalán I. Sándort magasztaló tábla található. I. Sándornak hálás Oroszországtól. A domborművön található alakok a Neman és Visztula folyókat jelképezik, mely a hazafias háborúra utal. Az alakok a régi orosz páncélt ábrázolják, a pajzs Oleg kijevi fejedelem , a sisak az Alekszandr Jaroszlavics Nyevszkij, a mellvért I. Sándor császár, a páncéling Jermak Tyimofejevics és a többi hősök emlékeznek , akik dicsőséget hoztak Oroszországba.
A másik három oldal síkdomborművel díszített allegorikus alakjai a bölcsesség és bőség, igazság és irgalom, béke és győzelem, az utolsó kezében pajzsot visel 1812, 1813 és 1814 időpontok feltüntetve rajta.

## Elnevezése
Elnevezése a столп használata, ennek is van történeti aspektusa. Puskin ekként említi, de lényegében a szakirodalom végig коло́нна-ként nevezi. A Vasmer's Etymological Dictionary szerint a столп a столб alakból származik, novgorodi iratokban már 1308 körüli időkben is használatos alak, de megvan valamennyi keleti és nyugati szláv nyelvben (épp a régisége okán), de a balti nyelvekben is hasonló alakban stul̃pas, stùlps, stulpe. Ezzel szemben a коло́нна 'csak' I. Péter idejétől használatos az oroszban, jövevényszó a coloumn alak könnyen felismerhető.
Puskin, aki 1833 novemberében tért vissza véglegesen Pétervárra, maga nem vett rész az oszlop avatásán, ahogy naplójában írta 1834. november 28-án, 5 nappal annak felavatása előtt elutazott Pétervárról azzal a kifogással, hogy ne mutatkozzék együtt "elvtársaival", az oroszul csak a német kammerjunkerből átvéve камер-юнкер-nek nevezett apród-félékkel.

„выехал из Петербурга за 5 дней до открытия Александровской колонны, чтоб не присутствовать при церемонии вместе с камер-юнкерами, моими товарищами”

Exegi monumentum aere perennius. Horatiusnak a halhatatlanság tudataként jelmondattá vált költői gondolatát vette át Puskin is, 1836-ban amikor önnön magának emléket állítva, nimbuszát a Sándor-oszlophoz mérte. (1836. aug. 21-én kelt verse ekként fogalmaz (Horatiusé ford.: Zoltán Vilmos (ford.:Kosztolányi Dezső) ill. Puskiné oroszul valamint ford.: Dsida J.)
Я памятник себе воздвиг нерукотворный,
К нему не зарастет народная тропа,
Вознесся выше он главою непокорной
Александрийского столпа.
"Emléket állítottam szürke üszkén
az életnek, mely lassan elkopott:
egekbe szökken s felülmúlja büszkén
a híres Sándor-oszlopot."